# Kelucharan Mohapatra
Guru Kelucharan Mohapatra (8 stycznia 1926 – 7 kwietnia 2004), indyjski tancerz, mistrz tańca Odissi, pedagog.
Od dzieciństwa był kształcony na artystę ludowego – taniec w stylu Odissi (wywodzącym się ze stanu Orissa we wschodnich Indiach), malarstwo, rysunek, gra na bębnie „khol”. Od 9. roku życia występował w teatrze ludowym.
Wielokrotnie jego partnerką w występach była żona, tancerka Laxmi Priya. W 1994 założył organizację Srijan, mającą na celu popularyzację sztuki tańca Odissi; kształcił wielu następców, jego uczniami byli m.in. Sanyukta Panigrahi, Kumkum Mohanty, Sonal Mansingh, Protima Bedi, Minati Mishra i Madhavi Mudgal.
Laureat wielu nagród artystycznych oraz państwowych, od 1995 sam był patronem nagrody dla zasłużonych artystów.

## Odznaczenia
- Order Padma Shri (1972)
- Order Padma Bhushan (1989)
- Order Padma Vibhushan (2000)